# 충주 축성사적비
충주 축성사적비(忠州 築城事蹟碑)는 충청북도 충주시 성내동, 관아공원에 있는 조선시대의 사적비이다. 1980년 11월 13일 충청북도의 유형문화재 제68호 충주축성사적비(忠州築城事蹟碑)로 지정되었으나, 2013년 1월 18일 현재의 문화재 명칭으로 변경되었다.

## 개요
사적비는 어떤 사건이나 사업에 관련된 사실이나 자취를 기록한 비로, 이 비는 충주읍성을 수리·복원한 사실에 관해 적고 있다.
형태는 길쭉한 직사각형의 비몸 위에 지붕돌을 얹은 모습이다. 비몸에는 성의 수리에 관한 내용들을 새겨 넣었다. 비문에는 조선 고종 3년(1866) 병인양요 후 성과 군용기구 등을 수선하였고, 비상사태에 대비하기 위해 고종 6년(1869)에 전면적인 수리를 하였다는 내용이 기록되어 있다.

## 같이 보기
- 관아공원
- 충주읍성

## 참고 자료
- 충주 축성사적비 - 국가유산청 국가유산포털